# Macromia calliope
Macromia calliope – gatunek ważki z rodziny Macromiidae.